# Mali Brezovec
Mali Brezovec je naseljeno mjesto u Republici Hrvatskoj u Zagrebačkoj županiji. 

## Zemljopis
Administrativno je u sastavu općine Gradec. Naselje se proteže na površini od 1,64 km².

## Stanovništvo
Prema popisu stanovništva iz 2001. godine u Malom Brezovcu živi 90 stanovnika i to u 30 kućanstava. Gustoća naseljenosti iznosi 54,88 st./km².
| broj stanovnika | 93    | 129   | 130   | 150   | 161   | 178   | 186   | 176   | 155   | 159   | 169   | 144   | 125   | 97    | 90    | 77    | 54    |
|                 | 1857. | 1869. | 1880. | 1890. | 1900. | 1910. | 1921. | 1931. | 1948. | 1953. | 1961. | 1971. | 1981. | 1991. | 2001. | 2011. | 2021. |